# Live from Lincoln Theatre
Live from Lincoln Theatre är en konsertfilm med The Milk Carton Kids, utgiven på DVD den 29 april 2014 på skivbolaget ANTI-. Albumet spelades in den 29 oktober 2013 på Lincoln Theatre i Columbus, Ohio i USA.

## Låtlista
1. "Hope of a Lifetime"
2. "The Ash & Clay"
3. "Honey, Honey"
4. "Years Gone By"
5. "Charlie"
6. "Maybe It's Time"
7. "Girls, Gather Round"
8. "Michigan"
9. "Snake Eyes"
10. "Heaven"
11. "Stealing Romance"
12. "I Still Want a Little More"
13. "New York"
14. "Memphis"